# 少穗薹草
少穗薹草（学名：Carex oligostachya）是莎草科薹草属的植物。分布在菲律宾、缅甸、越南北部、巴布亚新几内亚、印度尼西亚、印度、马来西亚以及中国大陆的广西、贵州等地，生长于海拔900米至1,200米的地区，常生长在山坡草地，目前尚未由人工引种栽培。

## 异名
- Carex filipes Franch. et Sav. var. rouyana Kukenth.
- Carex filipes Franch. et Sav. var. sparsinux (C. B. Clarke) Kukenth.